# Enron
Enron je razvpita ameriška energetska družba s sedežem v Houstonu, v ameriški zvezni državi Teksas, najbolj znana po odmevnem stečaju, ki se je pričel 30. novembra 2001. Tik pred stečajem je imela 21.000 zaposlenih po celem svetu in je poslovala z električno energijo, zemeljskim plinom, papirjem in celulozo ter s telekomunikacijskimi storitvami. Na veliko se je ukvarjala tudi z investicijami in finančnim poslovanjem. V letu 2000 naj bi ustvarila prihodek v višini 101 miljarde ameriških dolarjev. Revija Fortune je Enron šest let zapored imenovala za »najbolj inovativno ameriško podjetje«. Proti koncu leta 2001 pa je Enron doživel sramoto, ko je bilo odkrito, da je že več let golufivo prikazoval ugodne poslovne izide. Nadaljnji postopki so pokazali, da je bilo goljufivo poslovanje sistematično in načrtovano, izvedeno pa s pomočjo »ustvarjalnega računovodstva« (ang. creative accounting). 
V stečajnem postopku je 4.000 zaposlenih izgubilo službe, 29 vodilnih pa je bilo obdolženih poslovnih goljufij. »Enron« je postal simbol za goljufivo poslovanje nekaterih velikih korporacij in do takrat največji bankrot v zgodovini ZDA . Enron je s svojim poslovanjem pomembno prispeval h Kalifornijski elektroenergetski krizi leta 2000 in 2001. 
Večina izmed obdolženih vodilnih oseb Enrona je bila v sodnih postopkih spoznana za krive , nekateri pa so se obsodbi izognili z visoko denarno poravnavo iz svojega premoženja. Med vidnimi udeleženci padca Enrona je mednarodno svetovalno podjetje Arthur Anderson, ki je bilo glavni finančni svetovalec Enrona. Anderson je izgubil nekdanji ugled in s tem možnost za nastopanje na svetovalnem trgu.
Enron je leta 2004 izšel iz stečajnega postopka in še deluje v zelo zmanjšanem obsegu  Arhivirano 2006-07-21 na Wayback Machine.. Upravlja s preostalimi naložbami.
Škandal Enron še odmeva v ameriškem in svetovnem poslovnem svetu. V ZDA so posledično spremenili nekatere zakone in poslovna ter računovodska pravila.
Odmev Enronovega poslovanja v Sloveniji so dobili domnevno sporni posli Elesa v letih 2000 in 2001. Revizijsko poročilo Računskega sodišča RS je domnevo o nepravilnosti poslovanja Elesa ovrglo.
Enron je zgradil v poslovnem središču Houstona dve opazni ovalni stolpnici v steklu.